# Johan Mojica
Johan Andrés Mojica Palacio (* 21. August 1992 in Cali) ist ein kolumbianischer Fußballspieler. Der linke Außenverteidiger steht beim FC Villarreal unter Vertrag und ist für die Saison 2023/24 an CA Osasuna ausgeliehen. Außerdem ist er A-Nationalspieler von Kolumbien.

## Karriere

### Vereine
Mojica begann seine Karriere beim Zweitligisten Academia FC und spielte 2012 für einige Monate beim Llaneros FC. Zur Saison 2013 wechselte er zum Erstligisten Deportivo Cali. Am 30. März 2013 absolvierte Mojica beim 3:0-Sieg bei Itagüi Ditaires sein erstes Spiel in der ersten Liga.
Zur Saison 2013/14 wurde er vom spanischen Erstligisten Rayo Vallecano verpflichtet. Am 15. September 2013 debütierte er bei der 0:5-Niederlage beim FC Málaga, als er in der 68. Minute für Sebastián Fernández eingewechselt wurde. Zur Saison 2014/15 verlieh man ihn für zwei Spielzeiten an den Zweitligisten Real Valladolid. Dort erzielte er am 26. Oktober 2014 beim 4:3-Sieg bei Albacete Balompié sein erstes Pflichtspieltor. Am 21. Dezember 2014 gelang ihm beim 7:0-Sieg im Heimspiel gegen den FC Barcelona B der erste Doppelpack seiner Karriere. Ende Januar 2017 wurde er für anderthalb Jahre an den FC Girona verliehen und anschließend fest verpflichtet.
Im September 2020 wurde er bis Mitte Januar 2021 in die Serie A zu Atalanta Bergamo verliehen, wo er elf Ligaspiele absolvierte, meist als Kurzeinsatz. Außerdem kam er zweimal in der Champions League zum Einsatz. Anschließend wurde Mojica sofort an den FC Elche weiter verliehen. Dieser verpflichtete den Kolumbianer nach Ablauf der vereinbarten Leihe fest. Seit 2022 trägt er das Trikot des FC Villarreal.
Für die Saison 2023/24 wechselte er per Leihe zu CA Osasuna.

### Nationalmannschaft
Mojica kam am 26. März 2015 erstmals für die kolumbianische Nationalmannschaft zum Einsatz. Er wurde beim 6:0-Sieg gegen Bahrain in der 63. Minute für Juan Quintero eingewechselt und erzielte in der 79. Minute das Tor zum 5:0. Im Juni 2018 wurde Mojica von Nationaltrainer José Pékerman in den kolumbianischen Kader für die Weltmeisterschaft 2018 in Russland berufen. Im Turnier kam Mojica in allen vier Spielen seiner Mannschaft zum Einsatz, die im Achtelfinale im Elfmeterschießen an England scheiterte.